# Jasienica (Powiat Bielski)
Jasienica (deutsch Heinzendorf) ist ein Dorf und Sitz der gleichnamigen Gemeinde im Powiat Bielski der Woiwodschaft Schlesien in Polen.

## Geographie

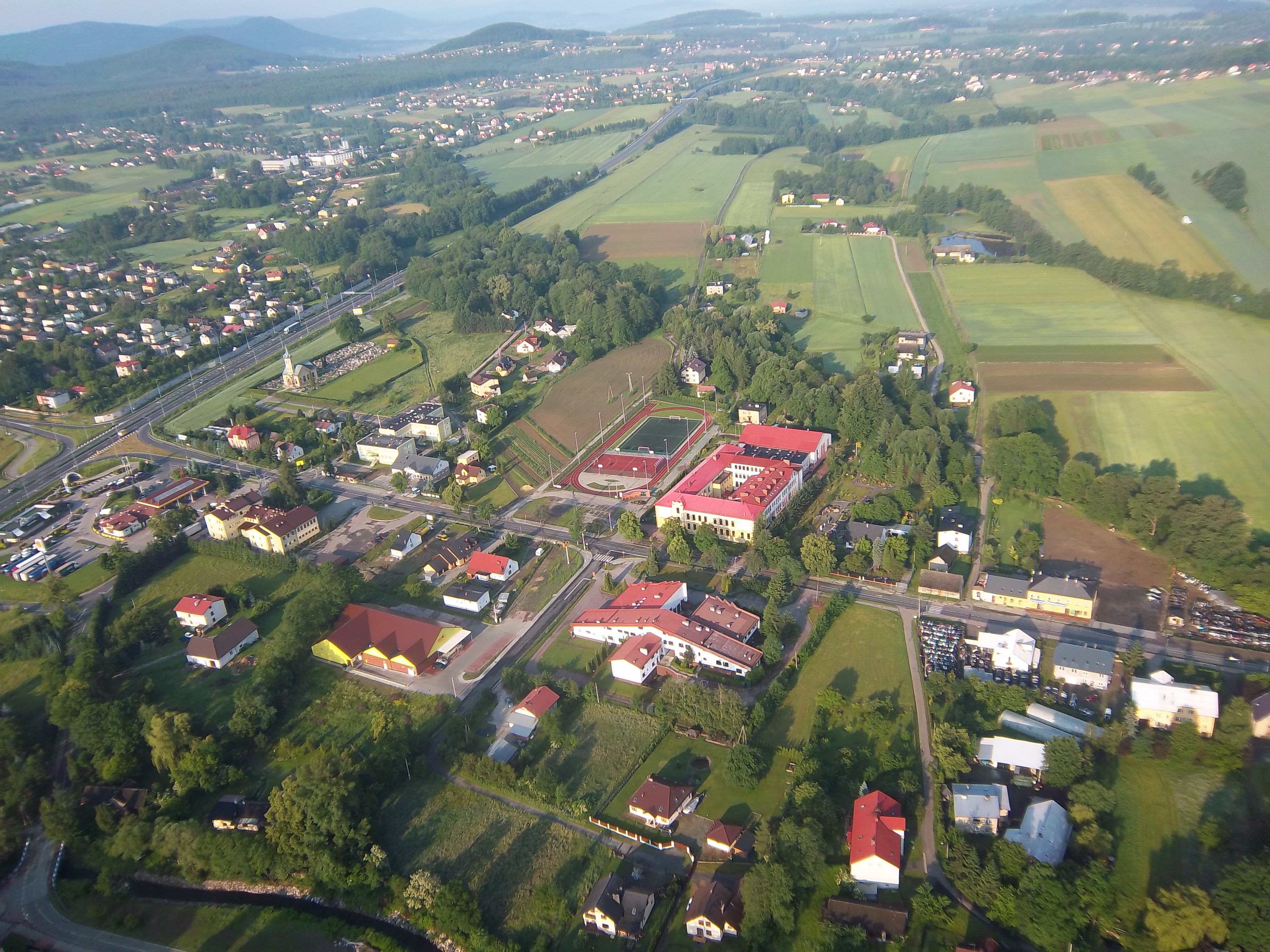
Ortsmitte

Jasienica liegt im Schlesischen Vorgebirge (Pogórze Śląskie), am Bach Jasienica, etwa 8 Kilometer westlich von Bielsko-Biała und 50 Kilometer südlich von Katowice im Kreis Bielsko, in der historischen Landschaft Teschener Schlesien.
Das Dorf hat eine Fläche von 1171,8 Hektar.
Nachbarorte sind Rudzica im Norden, Międzyrzecze Górne im Nordosten, die Stadt Bielsko-Biała (Wapienica) im Osten, Jaworze im Süden, Biery im Südwesten, Świętoszówka im Westen sowie Łazy im Nordwesten.

## Geschichte
Im Jahr 1290, in der Zeit des polnischen Partikularismus, entstand das neue Herzogtum Teschen. Die Entstehung bedingte eine Kolonisationsbewegung. Das Dokument Liber fundationis episcopatus Vratislaviensis (Zehntregister des Bistums Breslau) von etwa 1305 zeigte ungefähr siebzehn neue Dörfer im Herzogtum auf, unter anderen „Item in Gessenita debent esse XI) mansi solubiles“ (was bedeutet Auch das Dorf Gessenita soll das Zehnt von 11/12 Hufen zahlen). Der Name stammt von den Eschen (polnisch jesion, teschener: jasień). Neben Polen (Slawen) hatten sich auch Deutsche angesiedelt. Der deutsche Name wurde wahrscheinlich im Jahr 1335 erstmals als Pfarrei Hankendorf im Peterspfennigregister im Teschener Dekanat und bestimmt im Peterspfennigregister des Jahres 1447 als Heyczendorff und wieder im Jahre 1452 als Heynczendorff erwähnt. Seitdem wurde das Dorf mit Doppelnamen genannt.
Seit 1327 bestand das Herzogtum Teschen die Lehensherrschaft des Königreichs Böhmen und seit 1526 gehörte es zur Habsburgermonarchie. Im Jahre 1572 entstand das Minderstandesherrschaft Bielitz, wem das Dorf unterstand, in den Jahren 1751 bis 1754 allmählich zum Herzogtum erhoben.
Nach 1540 erfolgte unter Wenzel III. Adam die Reformation und die Kirche wurde von Lutheranern übernommen. Eine Sonderkommission gab sie am 16. April 1654 an die Katholiken zurück.
In den Jahren 1782 bis 1785 entstand die neue Reichsstraße zwischen Teschen und Bielitz durch das Dorf, an welcher ein Postamt eröffnet wurde. Im Juni 1888 gelangte die Schlesische und Galizische Städtebahnlinie ans Dorf. Eine bedeutende Möbelfabrik wurde im Jahr 1881 von Josef Hoffman aus Wien eröffnet. Im Jahre 1913 hatte die Fabrik etwa 700 Angestellte.
Nach der Aufhebung der Patrimonialherrschaften bildete der Ort ab 1850 eine Gemeinde in Österreichisch-Schlesien, Bezirk und Gerichtsbezirk Bielitz. Derweil nahm die ethnographische Gruppe Wałasi (Untergruppe der Schlesier, nicht zu verwechseln mit Walachen) deutliche Gestalt an, wohnhaft auch in Jasienica, traditionell Teschener Mundarten sprechend.
| Reichsratswahl 1907 |                                                               |                         |         |
| Kandidat            | Partei                                                        | Stimmen in der Gemeinde | Prozent |
| Józef Londzin       | Bund der schlesischen Katholiken (polnisch-christlich-sozial) | 163                     | 40 %    |
| Jan Sztwiertnia     | Polnische Agrarier                                            | 107                     | 26,2 %  |
| Alojzy Bonczek      | PPSD                                                          | 138                     | 33,8 %  |

| Reichsratswahl 1911 |                                                    |                         |         |
| Kandidat            | Partei                                             | Stimmen in der Gemeinde | Prozent |
| Józef Londzin       | Polnische Volkspartei                              | 133                     | 33,1 %  |
| Józef Kożdoń        | Schlesische Volkspartei (deutschfreundliche Polen) | 134                     | 33,3 %  |
| Edmund Chobot       | PPSD                                               | 135                     | 33,6 %  |

Ab 1907 gehörte die Gemeinde zum Wahlbezirk Schlesien 14. In der allgemeinen, gleichen, geheimen und direkten Reichsratswahl 1907 und in 1911 waren die Wähler ziemlich unentschlossen, obwohl Józef Londzin 1911 mit etwa 40 % der Stimmen gewann.
1920, nach dem Zusammenbruch der k.u.k. Monarchie und dem Ende des Polnisch-Tschechoslowakischen Grenzkriegs, kam Jasienica zu Polen. Unterbrochen wurde dies nur durch die Besetzung Polens durch die Wehrmacht im Zweiten Weltkrieg. Es gehörte dann zum Landkreis Bielitz im Regierungsbezirk Kattowitz in der Provinz Schlesien (seit 1941 Provinz Oberschlesien).
Nach dem Zweiten Weltkrieg siedelte sich eine Gruppe von Repatrianten von Kresy und im Jahre 1953 die Umsiedler aus dem versunkenen Dorf Zarzecze unter dem Goczałkowice-Stausee an.
Von 1975 bis 1998 gehörte Jasienica zur Woiwodschaft Bielsko-Biała.

### Einwohnerentwicklung
| Jahr       | 1880 | 1890 | 1900 | 1910 | 1921 |
| ---------- | ---- | ---- | ---- | ---- | ---- |
| Einwohnern | 1673 | 1933 | 2048 | 2365 | 2190 |

1. ↑  Darunter: 1618 (96,9 %) polnischsprachige, 8 (0,5 %) tschechischsprachige, 43 (2,6 %) deutschsprachige;
2. ↑  Darunter: 1858 (97 %) polnischsprachige, 5 (0,3 %) tschechischsprachige, 51 (2,7 %) deutschsprachige;
3. ↑  Darunter: 1930 (94,7 %) polnischsprachige, 4 (0,2 %) tschechischsprachige, 105 (5,1 %) deutschsprachige; 1155 (56,4 %) evangelisch, 848 (41,4 %) römisch-katholisch, 45 (2,2 %) israelitisch;
4. ↑  Darunter: 1800 (76,3 %) polnischsprachige, 6 (0,3 %) tschechischsprachige, 539 (22,8 %) deutschsprachige; 1212 (51,3 %) evangelisch, 1114 (47,1 %) römisch-katholisch, 23 (0,9 %) israelitisch, 16 (0,7 %) andersgläubig;
5. ↑  Darunter: 2119 (96,8 %) polnischer Nationalität, 66 (0,3 %) deutscher Nationalität, 5 (0,2 %) anderer Nationalität; 1094 (50 %) evangelisch, 1074 (49 %) römisch-katholisch, 8 (0,3 %) israelitisch, 14 (0,6 %) anderen Glaubens;

## Religion
Die katholische Pfarrei gehört zum Bistum Bielsko-Żywiec mit Sitz in Bielsko-Biała, das Dorf ist Sitz eines Dekanats. Die evangelische Filialgemeinde gehört zur Pfarrei Jaworze, Diözese Cieszyn.

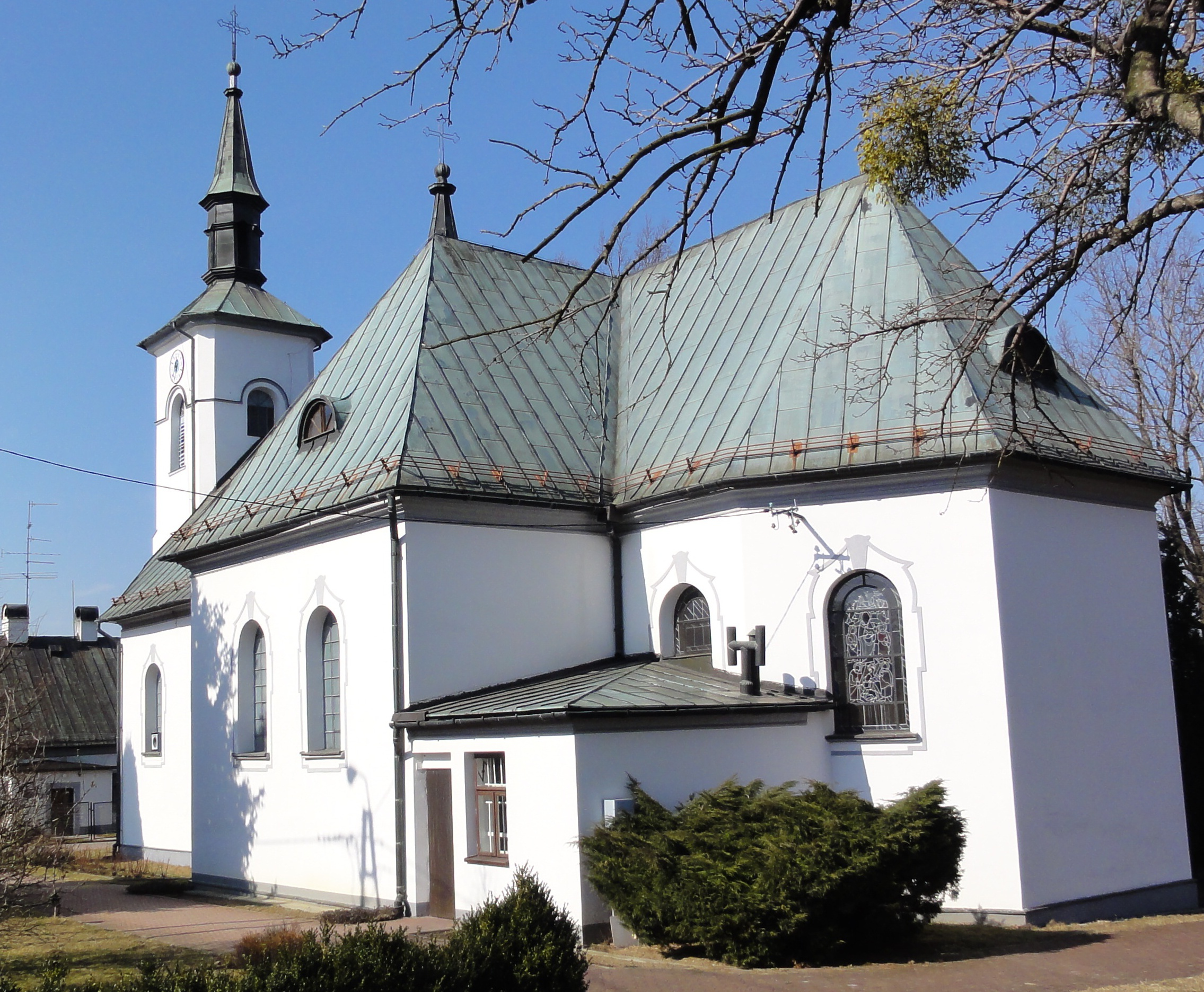
Katholische Kirche
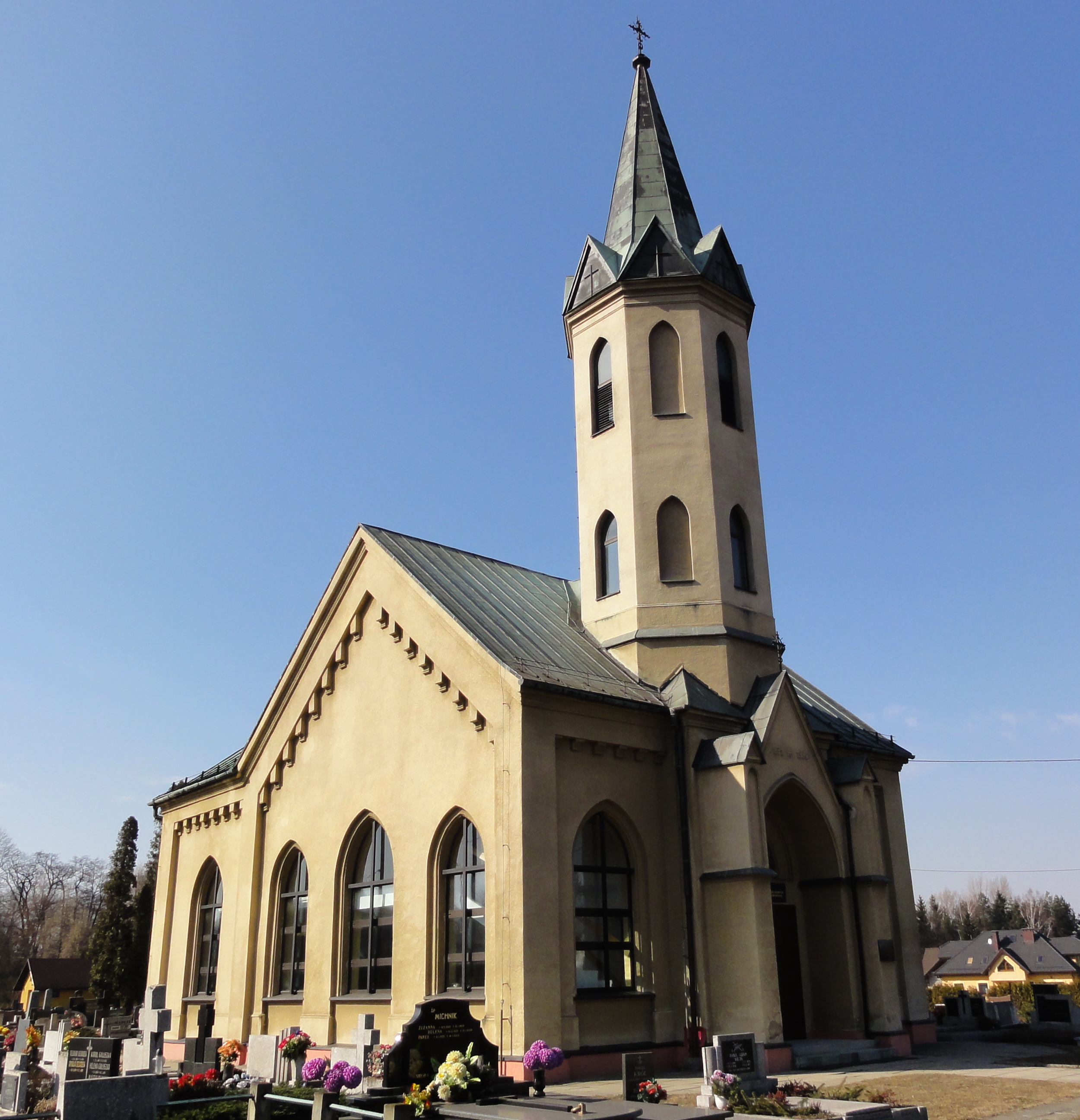
Evangelische Filialkirche

## Gemeinde
Zur Landgemeinde Jasienica gehören 14 Ortschaften mit einem Schulzenamt
Bielowicko
Biery
Grodziec
Iłownica
Jasienica
Landek
Łazy
Mazańcowice
Międzyrzecze Górne
Międzyrzecze Dolne
Roztropice
Rudzica
Świętoszówka
Wieszczęta
Die Gemeinde gehört zur Euroregion Śląsk Cieszyński.

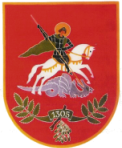
Wappen der Landgemeinde
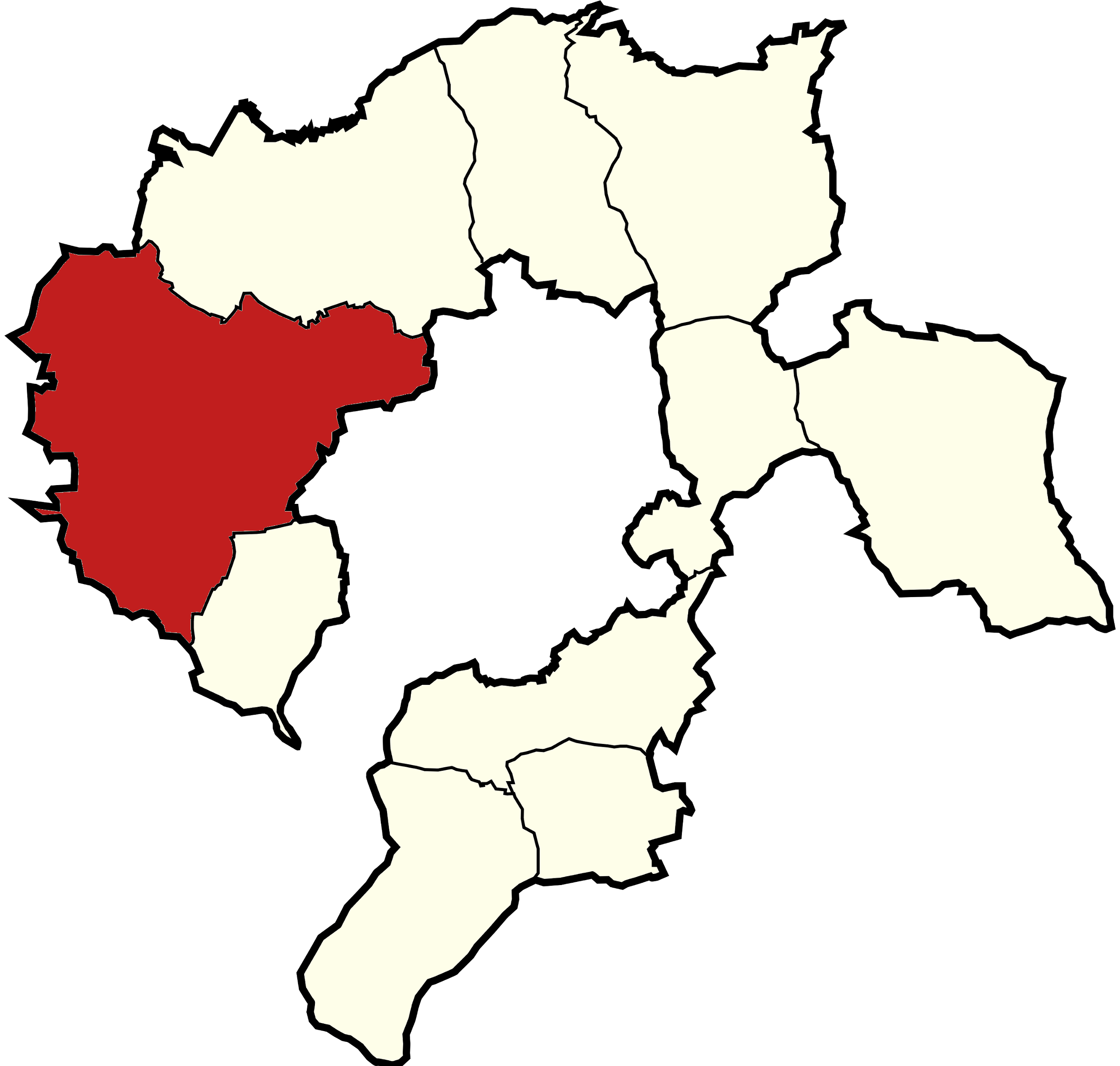
Die Gemeinde im Powiat Bielski
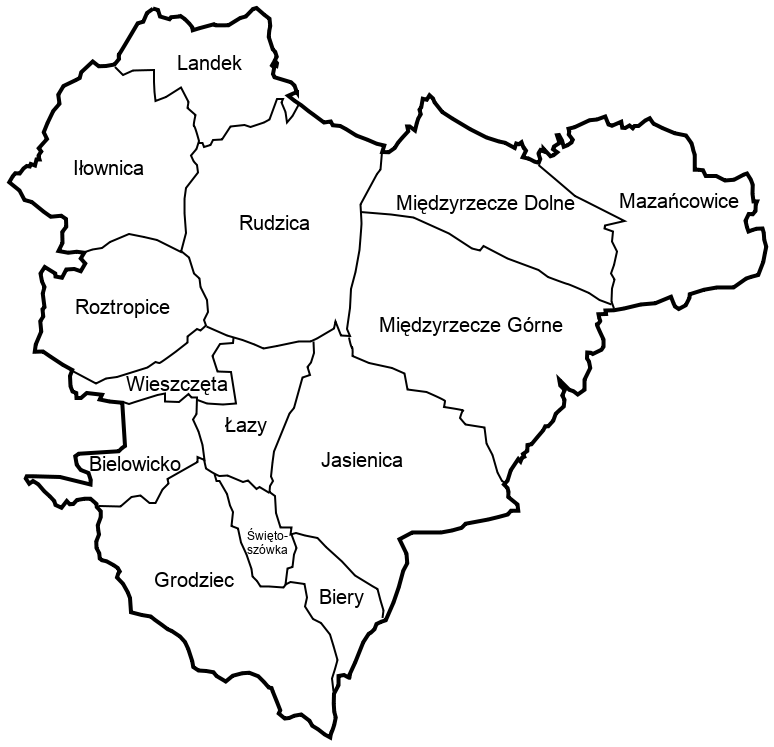
Dörfer der Gemeinde

## Persönlichkeiten
- Andrzej Dziadek (* 1957), Komponist
- Christoph Hein (* 1944), deutscher Schriftsteller, Übersetzer und Essayist
- Alexander Neumann (1861–1947), österreichischer Architekt
- Zygmunt Pawlas (1930–2001), Fechter